# (10450) Girard
(10450) Girard  es un asteroide perteneciente al cinturón de asteroides, descubierto el 6 de mayo de 1967 por Carlos Ulrrico Cesco y Arnold Klemola desde el Complejo Astronómico El Leoncito, en Cordillera de los Andes, Argentina.

## Designación y nombre
Girard se designó inicialmente como 1967 JQ.
Más adelante fue nombrado en honor al programador de software astrométrico estadounidense Terrence Girard (nacido en 1957).

## Características orbitales
Girard orbita a una distancia media del Sol de 2,3781 ua, pudiendo acercarse hasta 1,9151 ua y alejarse hasta 2,8411 ua. Tiene una excentricidad de 0,1947 y una inclinación orbital de 7,9323° grados. Emplea en completar una órbita alrededor del Sol 1339 días.

## Características físicas
Su magnitud absoluta es 13,8. Tiene 8,798 km de diámetro. Su albedo se estima en 0,072.